# Лакавица (рид)
Вижте пояснителната страница за други значения на Лакавица.
Лакавица е планински рид в Западния Предбалкан, т.нар. Ботевградски Предбалкан, Софийска област.

## География
Планинският рид Лакавица се издига във вътрешната структурна ивица на Западния Предбалкан, т.нар. Ботевградски Предбалкан, като на север и изток със стръмни, на места отвесни склонове достига долината на река Малки Искър, която го отделя от съседните планински ридове Драгоица и Лисец, а на северозапад проломната долина на река Бебреш – от рида Гола глава. На юг склоновете на рида са полегати и постепенно преминават в Ботевградската котловина, като чрез две седловини Лопатна (418 м, западно от град Правец) и друга (657 м, източно от града) се свързва с планината Било, принадлежаща към Стара планина.
Ридът Лакавица има почти правоъгълна форма, като дължината му от северозапад на югоизток е около 27 км, а ширината му варира от 7 км на запад до 12 км на изток. От Лакавишкия пролом на река Лакавица (Правешка Лакавица, ляв приток на Малки Искър) се разделя на две части, като източната част е известна като Острома по едноименния връх (1026,8 м), който е най-високата му точка.
Има сложно геоложко устройство. Изграден е от палеозойски гранити, кредни и юрски скали. Почвите са сиви горски и делувиални. Горите са от дъб, габър и бук и заемат предимно билото и северните склонове на рида. Големи участъци в миналото са залесени с иглолистни гори, които не са характерни за този район.
Във вътрешността на рида са разположени селата Правешка Лакавица, Осиковска Лакавица и Осиковица, а по периферията – селата Калугерово и Видраре (на север), Малки Искър и Лъга (на изток), Трудовец, Разлив и град Правец (на юг).
От югозапад на североизток, на протежение от 13,2 км рида се пресича от автомагистрала „Хемус“, като в най-високата част е прокопан тунелът „Правешки ханове“.
В същата посока, на протежение от 19,3 км от Правец до Джурово преминава участък от първокласен път № 3 от Държавната пътна мрежа Ботевград – Плевен – Бяла, а между селата Осиковска Лакавица и Калугерово, на протежение от 7,9 км – участък от третокласен път № 308 от Държавната пътна мрежа Осиковска Лакавица – Роман.
В обсега на рида Лакавица са организирани три защитени местности – две в западната част Боженишки Урвич (с причудливи скални форми) и Училищната гора и една в източната част – Котлите.
В северното подножие на рида, в махала Чекотин на село Калугерово се намира Чекотинския манастир.

## Кариера „Скравена“
В западния край на рида, на север от с. Скравена се намира кариера „Скравена“. В нея се добиват скални материали за използване в пътното строителство и строителни съоръжения.

## Топографска карта
- Лист от карта K-34-36. Мащаб: 1 : 100 000.
- Лист от карта K-34-48. Мащаб: 1 : 100 000.
- Лист от карта K-35-37. Мащаб: 1 : 100 000.